# 9,5-mm-Film

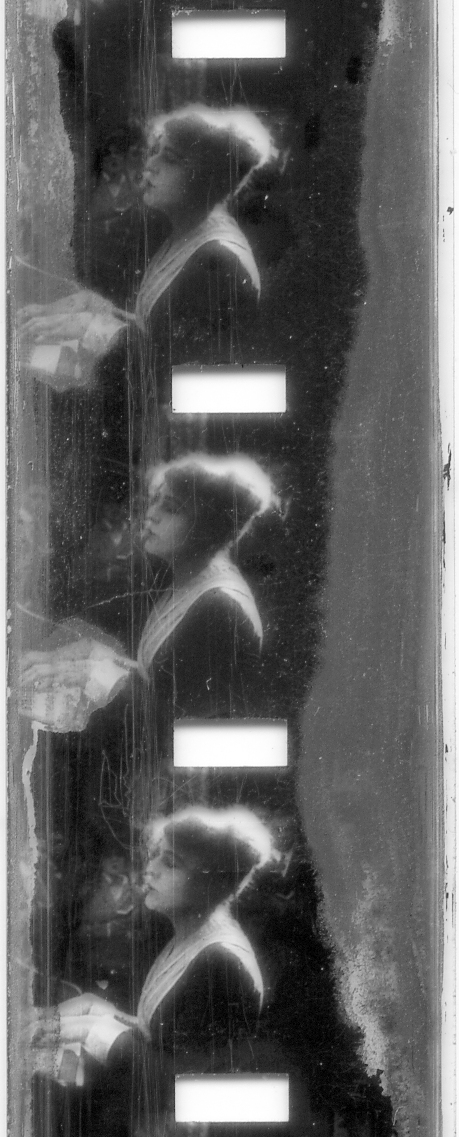
9,5-mm-Film, Abschnitt im Zerfall

Anfang Dezember 1922 brachte Pathé das Kleinfilmsystem Pathé Baby heraus. Es bestand aus dem Heimprojektor Pathé-Baby, Zubehör und käuflich erwerbbaren Reduktionskopien von Produktionen aus dem eigenen Filmverleih. Es ist der 9,5-mm-Film (Neuneinhalb), Drittelung des älteren Pathé-Kok-Films von 28,5 Millimetern Breite (1,125"). Der Rohfilm ist also auf die Nennbreite von 9,525 mm geschnitten. Die Mittelperforation ermöglicht die Ausnutzung beinahe der gesamten Filmbreite.

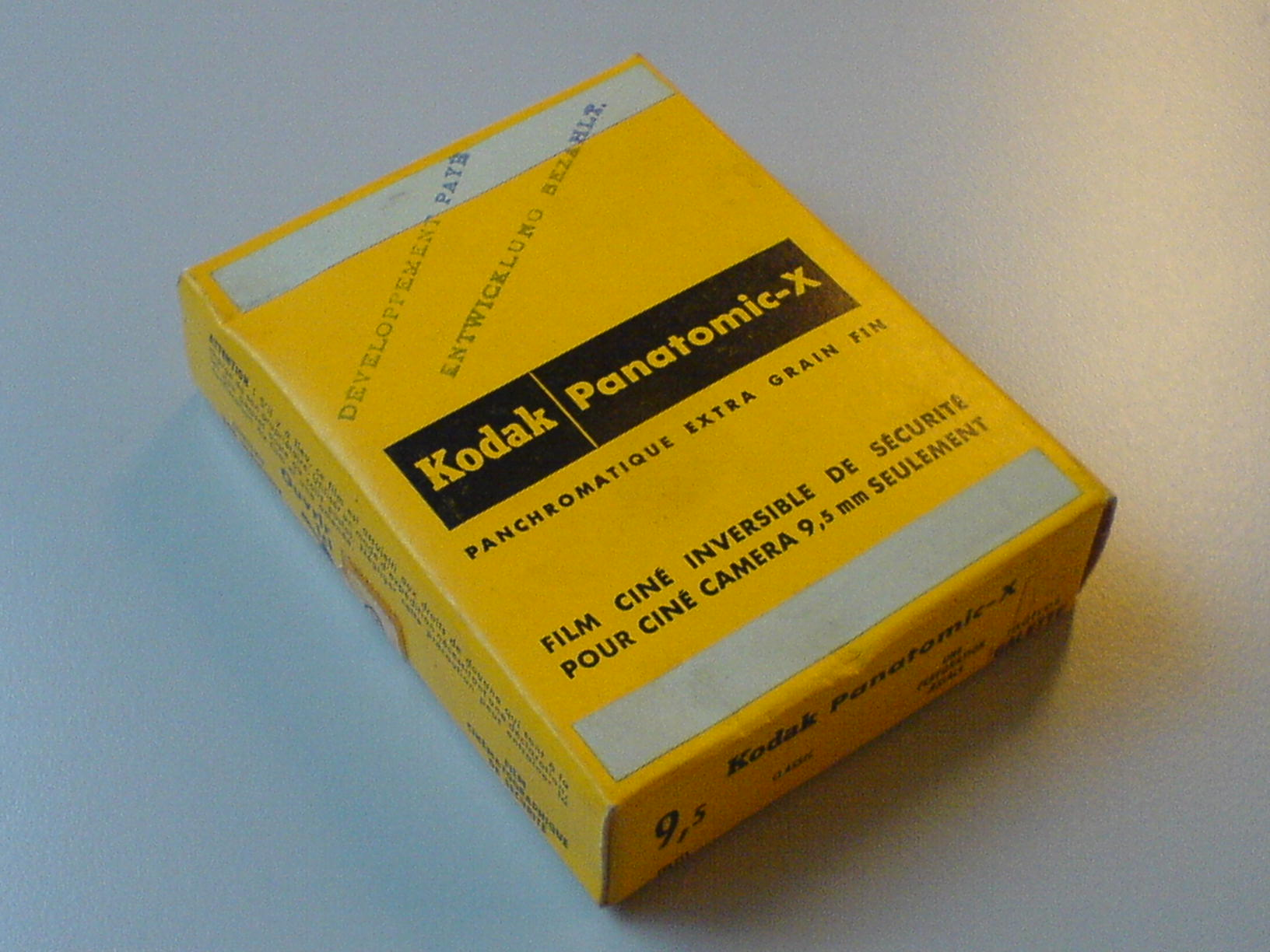
9,5-mm-Rohfilmschachtel

1923 brachte Pathé die 9,5-mm-Film-Kamera Pathé-Baby auf den Markt, ein einfaches Kurbelgerät mit gesteuertem Greifer und Guillotine-Verschluss für neun Meter Film in Bakelit-Stahlblech-Ladern. Die preiswerte Kamera fand beachtlich weite Verbreitung in Frankreich, England, Deutschland und in der Schweiz. In Deutschland, die Vertretung war in Düsseldorf, nannte man die Apparate „Pathé-Kinlein“.
1919–20 hatten sich Charles Pathé und George Eastman über den riesigen unerschlossenen Heimmarkt unterhalten und abgesprochen, nur Sicherheitsfilm in Umlauf zu bringen, sollten sich entsprechende Aktivitäten entfalten. 9,5-mm-Film war ausnahmslos Sicherheitsmaterial, dagegen gab es in der UdSSR zeitweilig 16-mm-Film auf feuergefährlichem Träger.
Weil 9,5-mm-Film ein strapazierfähiges Filmformat ist und eine außergewöhnlich hohe Materialausnutzung ermöglicht,
wird dieses Format auch heute noch von Filmamateuren aus 16-mm-Rohfilm hergestellt und verwendet.

## Hersteller von 9,5-mm-Film
- Pathé, Vincennes
- Lumière, Lyon
- Eastman-Kodak, Chalon-sur-Saône
- Ferrania, Savona, Italien
- Perutz, München
- Gevaert, Mortsel: Ortho Reversal, 23° Scheiner, Anti-halo 100 %; Panchro Super Reversal, 26° Scheiner; Panchro Microgran Reversal, 23° Scheiner; Positiv; Duplicating Negative, Duplicating Reversal (alle 1942)
- AGFA bzw. ORWO, Wolfen
- Mimosa
- Bauchet
- Selo
- Dufaycolor, hergestellt von Ilford (1937)